# Anthopleura rosea
Anthopleura rosea is een zeeanemonensoort uit de familie Actiniidae.
Anthopleura rosea is voor het eerst wetenschappelijk beschreven door Stuckey & Walton in 1910.